# Phaonia punoensis
Phaonia punoensis este o specie de muște din genul Phaonia, familia Muscidae, descrisă de Luci B. N. Coelho în anul 1998. Conform Catalogue of Life specia Phaonia punoensis nu are subspecii cunoscute.